# Майкъл Дъмет
Сър д-р Майкъл Антъни Ърдли Дъмет (на английски: Michael Anthony Eardley Dummett, р. 27 юни 1925 – п. 27 декември 2011) е британски философ, член на Британската академия. Той е Уикхам емеритус професор по логика в Оксфорд. Той е писал върху историята на аналитичната философия, основно като интерпретатор на Фреге, но има и съществени приноси в тази област, особено в областта на философия на математиката, философия на логиката, философия на езика и метафизика. Той е особено добре познат заради неговата работа върху истината и значението и тяхното приложение върху дебатите за реализма и антиреализма, като вторият термин е популяризиран от Дъмет.